# 帕維爾·隆達克
帕維爾·隆達克（1980年5月14日—）是一位愛沙尼亞足球運動員。在場上的位置是守門員。他現在效力於挪威足球超級聯賽球隊波杜基林特足球會。他也代表愛沙尼亞國家足球隊參加比賽。